# Cenap Doruk
Cenap Doruk (* 1942; † 17. Dezember 2016 in Izmir) war ein türkischer Fußballspieler.

## Karriere
Cenap Doruk spielte 1959 in der ersten offiziellen Saison der neugegründeten türkischen Liga für İzmirspor. Obwohl Doruk in 13 Ligaspielen nur drei Tore erzielte erweckte er das Interesse von Galatasaray Istanbul.
Dabei kümmerten sich um die Verpflichtung Doruks die beiden Galatasaray-Trainer Gündüz Kılıç und Coşkun Özarı vor Ort höchstpersönlich und versuchten İzmirspor dazu zu bewegen, Doruks laufenden Vertrag aufzulösen. Zuvor einigten sie sich mit Doruk für einen Wechsel. Nach diesen Entwicklungen verwies Izmirspor auf einen noch gültigen Vertrag mit Doruk, legte beim türkischen Fußballverband Beschwerde ein und drohte damit mit der Angelegenheit bis zur FIFA gehen zu wollen. Ungeachtet dieser Entwicklungen und gab im Cemal-Gürsel-Pokal in der Partie vom 2. Juli 1960 gegen Beşiktaş Istanbul sein Vereinsdebüt. Mitte Juli meldete sich der türkische Fußballverband bzgl. des Wechsels von Doruk und Ayhan Elmastaşoğlu bei Galatasaray und forderte eine Stellungnahme. Wenig später leitete der nationale Verband wegen der zwielichtigen Transferabwicklung gegen Galatasaray eine Untersuchung ein. Dies hatte zur Folge, dass der Verband den betroffenen Spielern bis zur Klärung des Sachverhalts keine Lizenz für ihre neuen Vereine aushändigte. Nach dieser Entwicklung beantragte İzmirspor, der noch einen laufenden Vertrag mit Doruk hatte, für den Spieler eine Lizenz und erhielt diese auch. Im September schloss das Untersuchungsgremium des Verbandes seine Untersuchungen ab und verhängte gegen Doruk eine Spielsperre von sechs Monaten. Zur Rückrunde konnte Cenap Doruk zu Galatasaray Istanbul wechseln und bestritt sein erstes Pflichtspiel am 12. Februar 1961 gegen Göztepe Izmir.
Im Sommer 1961 verließ Doruk Galatasaray und war bis zu seiner Verpflichtung von Göztepe Izmir 1963 vereinslos. Für Göztepe spielte der Stürmer zwei Jahre lang und kehrte zur Saison 1965/66 zurück zu İzmirspor. Seine Karriere beendete Doruk 1968 bei Manisaspor.

## Weblink
- Spielerprofil auf mackolik.com